# Нижняя Рассоха (приток Нытвы)
Нижняя Рассоха — река в России, протекает в Пермском крае. Устье реки находится в 31 км от устья Нытвы по левому берегу. Длина реки составляет 21 км.
Исток реки в деревне Оськино в 1 км к югу от посёлка Менделеево. Река течёт на юг, верхнее течение реки находится в Карагайском районе, среднее — в Верещагинском районе, а нижнее — в Очёрском. Река протекает ряд деревень, крупнейшие из которых: Петухи, Киршино, Азово, Кунгур и Гуслеево. Впадает в Нытву рядом с рекой Средняя Рассоха.

## Данные водного реестра
По данным государственного водного реестра России относится к Камскому бассейновому округу, водохозяйственный участок реки — Кама от Камского гидроузла до Воткинского гидроузла, речной подбассейн реки — бассейны притоков Камы до впадения Белой. Речной бассейн реки — Кама.
Код объекта в государственном водном реестре — 10010101012111100014264.